# Help!
Help! é o quinto álbum de estúdio da banda britânica de rock The Beatles e a trilha sonora do filme de mesmo nome, lançado em 6 de agosto de 1965 pelo selo Parlophone. Sete das quatorze faixas, incluindo os singles "Help!" e "Ticket to Ride", apareceram no filme e ocupam o primeiro lado do LP. O segundo lado inclui "Yesterday", a canção mais regravada já escrita. O álbum recebeu críticas favoráveis e liderou as paradas australianas, alemãs, britânicas e norte-americanas.
Durante as sessões de gravação do álbum, os Beatles continuaram a explorar as capacidades multitrilhas do estúdio para criar camadas em seu som. "Yesterday" apresenta um quarteto de cordas, o primeiro uso da banda de sensibilidades barrocas, e "You've Got to Hide Your Love Away" inclui uma seção de flauta. O lançamento norte-americano é uma verdadeira trilha sonora, combinando as sete primeiras canções com as faixas instrumentais do filme. As faixas omitidas foram espalhadas pelos lançamentos Beatles VI, Rubber Soul e Yesterday and Today da Capitol Records. No Brasil, o álbum, intitulado Help! - Trilha do Filme "Socorro", foi lançado em dezembro de 1965 pela Odeon Records. Apresentando apenas as faixas do primeiro lado do disco inglês, o lançamento também compilou canções da banda que haviam sido suprimidas de trabalhos anteriores e eram, até então, desconhecidas pelo público brasileiro na época.
Nos Estados Unidos, Help! marcou o início do reconhecimento artístico dos Beatles por parte da crítica convencional, incluindo comparações com a tradição da música artística europeia. Foi indicado na categoria Álbum do Ano no Grammy Awards de 1966(em inglês), marcando a primeira vez que uma banda de rock foi reconhecida nesta categoria. Em 2000, foi votado em 119º lugar na terceira edição do livro All Time Top 1000 Albums de Colin Larkin. Em 2020, ficou em 266º lugar na lista dos "500 Maiores Álbuns de Todos os Tempos" da revista Rolling Stone. Em setembro de 2013, depois que a Indústria Fonográfica Britânica alterou suas regras de premiação de vendas, Help! foi certificado como platina pelas vendas registradas desde 1994.

## Contexto
Em 1964, os Beatles apareceram em seu primeiro longa-metragem, A Hard Day's Night. Apesar do ceticismo inicial, as críticas foram quase universais em sua aclamação, elevando o prestígio dos Beatles como artistas. Com o objetivo de fazer um filme por ano, começaram os trabalhos em um segundo filme dos Beatles para ser lançado em 1965. Seria mais uma vez dirigido por Richard Lester e produzido por Walter Shenson, porém roteirizado por Marc Behm e Charles Wood em vez de Alun Owen. Recebeu o título provisório de Eight Arms to Hold You, um dos "Ringo-ismos" do baterista da banda; o nome permaneceu até o início de abril, tempo suficiente para aparecer no single norte-americano de "Ticket to Ride", entretanto, John Lennon e Paul McCartney presumiram que seria muito difícil escrever uma letra envolvente com esse título, então Help! foi escolhido em seu lugar.
De acordo com Paul, a maior parte das composições de Help! foi feita em Kenwood, a casa de John em Weybridge(em inglês). McCartney também escreveu algumas canções, como "Yesterday" e "I've Just Seen a Face", na casa da família de sua namorada Jane Asher, em Londres. Nessa época, os Beatles foram fortemente influenciados por Bob Dylan, especialmente John, que mais tarde se referiu a isso como seu "período Dylan". O autor Mark Hertsgaard escreve que embora a influência de Dylan fosse "evidente" em Beatles for Sale, Help! foi onde esse influxo se tornou "plenamente realizado". Além disso, Help! é o primeiro álbum dos Beatles em que as drogas tiveram um impacto significativo. Dylan, em 1964, apresentou-lhes a cannabis, que eles fumavam habitualmente durante as filmagens de Help!, e eles encontraram o LSD pela primeira vez na primavera de 1965. De acordo com Alexis Petridis, as drogas motivaram os Beatles em Help! para levar suas composições a "novas profundidades emocionais", como em "You've Got to Hide Your Love Away" e "Ticket to Ride".

## Gravação e produção

### Histórico de gravação
Após os shows de Natal de 1964, os Beatles fizeram uma pausa de um mês antes de começarem a trabalhar em Help!. Todas as sessões de gravação ocorreram no Estúdio 2 do EMI Recording Studios (atual Abbey Road Studios). A primeira série de sessões começou no dia 15 de fevereiro com "Ticket to Ride" e continuou até o dia 20, após o qual o grupo viajou para as Bahamas para começar as filmagens. Eles levaram consigo uma fita com as onze canções gravadas para que Richard Lester e Walter Shenson decidissem quais usar no filme.
Várias canções gravadas durante essas sessões iniciais não foram incluídas no álbum Help!. "Yes It Is" de John foi relegada ao lado B do single de "Ticket to Ride", e uma versão cover de "Bad Boy" de Larry Williams foi inserida no álbum norte-americano(em inglês) Beatles VI. Duas composições de Lennon–McCartney foram totalmente rejeitadas para lançamento. A primeira foi "If You've Got Trouble", originalmente escrita para Ringo como seu vocal principal obrigatório para o álbum. Uma tentativa de tomada foi feita em 18 de fevereiro, antes de ser abandonada. A outra foi "That Means a Lot", uma canção que Ian MacDonald vê como "uma tentativa de McCartney de reescrever 'Ticket to Ride' de Lennon". Duas versões foram feitas, uma em 20 de fevereiro e um remake em 30 de março, mas acabou sendo entregue para um colega da banda gravar, o cantor P. J. Proby. Tanto "If You've Got Trouble" quanto a primeira tomada de "That Means a Lot" foram eventualmente lançadas em Anthology 2 em 1996, junto com outros outtakes das sessões de Help!. Além disso, a última canção gravada nessa época foi "Wait", que só seria lançada no próximo álbum dos Beatles, Rubber Soul.
De acordo com Mark Lewisohn, 14 de junho de 1965 viu "(um) dia de trabalho notável" e mostrou as habilidades musicais de Paul em estilos variados; os Beatles gravaram as suas canções: "I've Just Seen a Face", "I'm Down" e "Yesterday". "Yesterday" começou apenas com McCartney cantando e tocando violão, mas ele e o produtor George Martin decidiram adicionar um quarteto de cordas. Martin mais tarde descreveu isso como quando, "comecei a deixar minha marca na música (dos Beatles), quando um estilo começou a surgir que foi, em parte, de minha autoria." "I'm Down" foi lançada como lado B de "Help!", porém não foi incluída no álbum.

### Inovações e técnicas
Ainda não fizemos o tipo de som que queríamos, e nem sabemos o que procuramos.

– John Lennon durante as gravações de Help!
Mark Lewisohn escreve que 1965 introduziu a parte da carreira dos Beatles em que eles colocaram menos foco nas apresentações ao vivo e adotaram "uma aplicação mais séria no estúdio de gravação". Ele identifica várias novas práticas de gravação utilizadas em Help!, sendo uma delas: "ensaiar canções com um gravador operando, voltando para gravar corretamente sobre o material ensaiado". Outra envolvia adicionar vários overdubs às faixas rítmicas sem considerá-las como novas tomadas; por causa disso, muitas canções em Help! estão documentadas com um pequeno número de tomadas, mas que ainda assim exigiram horas de trabalho. Martin também começou a colocar as partes da guitarra em trilhas diferentes do baixo e da bateria, conseguindo "uma imagem estéreo mais satisfatória", de acordo com Walter Everett.
De acordo com Mark Hertsgaard, Help! mostrou "uma grande aceleração na busca contínua dos Beatles por sons novos". Ele ressalta que metade das músicas apresenta instrumentos que os Beatles nunca haviam usado antes, incluindo o piano elétrico, flautas, pedal de volume/tom e, mais famosa, as cordas de "Yesterday". Help! é também o primeiro álbum dos Beatles a apresentar o modelo de guitarra Casino da Epiphone, comprado pela primeira vez por Paul por volta de dezembro de 1964, antes de rapidamente se tornar um elemento básico na instrumentação do grupo. Antes da gravação de "Yesterday", as flautas de "You've Got to Hide Your Love Away" eram tocadas por John Scott, apenas o segundo músico externo a aparecer em uma faixa dos Beatles (depois de Andy White).

## Canções

### Lado um
A faixa-título do álbum foi escrita principalmente por John Lennon. Ele originalmente a concebeu em um ritmo mais lento e se arrependeu de acelerá-la para torná-la mais comercial. Embora tenha sido escrita apenas por necessidade de uma canção titular, John permaneceu extremamente orgulhoso de "Help!" desde a separação dos Beatles até sua morte, até mesmo uma vez chamando-a de sua composição favorita na banda. Ele sentiu que era uma de suas composições "reais", explicando em uma entrevista: "A coisa toda de Beatle estava além da compreensão. Eu estava comendo e bebendo como um porco e estava gordo como um porco, insatisfeito comigo mesmo; mais tarde, eu sabia que estava realmente clamando por ajuda. Então foi a minha fase "Elvis gordo".
"The Night Before" de Paul McCartney é a primeira canção dos Beatles a apresentar o piano elétrico, tocado por John. Paul e George Harrison tocaram o solo de guitarra juntos, duplicando-se em oitavas.
John especificou "You've Got to Hide Your Love Away" como um exemplo de seu "período Dylan". Foi sugerida uma conexão entre a letra e a homossexualidade do empresário dos Beatles, Brian Epstein, que ele manteve em sigilo devido à lei britânica da época.
"I Need You" foi a primeira contribuição composicional de George desde "Don't Bother Me" em 1963. Ele escreveu para sua namorada Pattie Boyd, que conheceu durante as filmagens de A Hard Day's Night. O efeito incomum de guitarra foi obtido usando um pedal de volume/tom – a primeira vez que um pedal de guitarra foi usado em uma canção dos Beatles. Um ano após a morte de Harrison em 2001, Tom Petty cantou a faixa em Concert for George.
Paul escreveu "Another Girl" enquanto estava de férias em uma vila em Hammamet, na Tunísia. Ele tocou a guitarra solo na faixa pois Harrison não conseguia executá-la.
"You're Going to Lose That Girl" foi escrita por Lennon e McCartney juntos, embora Paul tenha creditado 60–40 da composição a John. Alguns interpretaram-no como uma continuação de "She Loves You" por revisitar o tema de um triângulo amoroso.
"Ticket to Ride" foi outra canção que Lennon e McCartney escreveram juntos, mas depois eles discordaram sobre o quanto cada um deles contribuiu. John contou em 1980: "A contribuição de Paul foi a maneira como Ringo tocou a bateria." Em Many Years From Now, Paul respondeu: "John simplesmente não teve tempo de explicar que nos sentamos juntos e trabalhamos naquela canção por uma sessão (de composição) de três horas, e no final tínhamos todas as palavras, tínhamos as harmonias e todos as pequenas partes (...) Escrevemos a melodia juntos. (...) Porque John cantou, você talvez tenha que dar a ele sessenta por cento disso."
O significado da frase "ticket to ride" (em tradução literal, "bilhete para viajar") tem sido debatido. Como havia rumores na época, foi parcialmente inspirada na cidade de Ryde, na Ilha de Wight, onde o primo de Paul era dono de um pub onde ele e John se apresentaram no início da década de 1960. Outra história diz que Lennon usou "ticket to ride" para se referir aos cartões dados às prostitutas em Hamburgo pelas autoridades de saúde.  John elogiou a canção como "uma das primeiras gravações de heavy metal feitas".

### Lado dois
"Act Naturally", escrita por Johnny Russell e gravada pela primeira vez por Buck Owens em 1963, foi escolhida por Ringo Starr para ser sua contribuição vocal para o álbum. Gravada no final das sessões de Help!, foi a última cover gravada que os Beatles lançariam oficialmente até "Maggie Mae" em 1970. Em 1989, Buck Owens e Ringo gravaram outra versão juntos.
"It's Only Love" foi originalmente escrita por John sob o título "That's a Nice Hat (Cap)". Cinco camadas de guitarra foram usadas na faixa, incluindo a de George, que foi executada através de um alto-falante Leslie. Lennon criticou muito a canção nos últimos anos: "Essa é a única música que eu realmente odeio. Letra terrível."
"You Like Me Too Much" deu início ao precedente de George fornecer duas ou mais canções para cada álbum dos Beatles. Mais uma vez apresenta John no piano elétrico, mas também George Martin e Paul em um piano de cauda Steinway.
Para "Tell Me What You See", Paul inspirou-se para suas letras em um verso religioso pendurado na parede da casa de infância de John. McCartney mais tarde a descreveu como uma faixa filler, "Não muito memorável".
Paul McCartney escreveu "I've Just Seen a Face" na casa da família de sua namorada Jane Asher, em Londres. Ela se tornaria uma das canções favoritas de Paul da banda e uma das únicas que ele tocaria com sua banda posterior, Wings.
A penúltima faixa do álbum, "Yesterday", veio parcialmente para Paul enquanto ele dormia. Ele passou cerca de um mês tocando para as pessoas para ter certeza de que não havia plagiado. Ele então escreveu um rascunho da letra sob o título "Scrambled Eggs". "Yesterday" foi posteriormente reconhecida pelo Guinness World Records como a canção pop mais regravada da história.
O álbum termina com uma cover de "Dizzy Miss Lizzy" de Larry Williams. John em particular era fã de Williams e, junto com "Bad Boy", os Beatles também gravaram sua canção "Slow Down".

## Capa do álbum
A capa do álbum mostra os Beatles com os braços posicionados para soletrar uma palavra em semáforo de bandeira. Segundo o fotógrafo da capa, Robert Freeman: “Tive a ideia de um semáforo soletrando as letras 'HELP'. Mas quando chegamos a fazer a foto, a disposição dos braços com essas letras não parecia boa, e acabei com o melhor posicionamento gráfico dos braços."
No lançamento da Parlophone no Reino Unido, as letras formadas pelos Beatles parecem ser "NUJV", enquanto o lançamento ligeiramente reorganizado nos Estados Unidos pela Capitol Records parecia indicar as letras "NVUJ", com a mão esquerda de Paul apontando para o logotipo da Capitol. O LP da Capitol foi lançado em uma capa gatefold(em inglês), com várias fotos do filme.

## Lançamento emCompact Disc
Até 2014, houve quatro lançamentos no formato Compact Disc de Help!. A primeira edição foi em 30 de abril de 1987, usando a listagem inglesa de 14 faixas. Tendo estado disponível apenas como importação nos Estados Unidos no passado, a versão original de 14 faixas do Reino Unido substituiu a versão original norte-americana com seu lançamento em LP e cassete em 21 de julho de 1987. Tal como aconteceu com o lançamento em CD de Rubber Soul, Help! apresentava uma remixagem digital contemporânea em estéreo do álbum produzido por George Martin em 1986. Martin expressou preocupação à EMI sobre o mix estereofônico original de 1965, alegando que soava "muito confuso, e nada do que eu achava que deveria ser um bom lançamento". Martin voltou às fitas originais de quatro trilhas e as remixou para o formato estéreo. Uma das mudanças mais notáveis é o eco adicionado a "Dizzy Miss Lizzy", algo que não ficou evidente na mixagem original do LP.
O CD estéreo(em inglês) remasterizado de 2009 foi lançado em 9 de setembro: "Criado a partir das fitas master digitais estéreo originais das mixagens de CD de Martin feitas em 1986". A mixagem estereofônica original de 1965 foi incluída como bônus no CD mono contido no box set The Beatles in Mono. Posteriormente, foi relançada novamente no CD Help! contido no box set The Japan Box(em inglês) dos Beatles, lançado em 2014.

## Recepção crítica

### Avaliações contemporâneas
Help! foi outro sucesso mundial de crítica para os Beatles. Derek Johnson, da NME, disse que o LP "mantém os altos padrões habituais dos Beatles" e era uma "brincadeira feliz e contagiante que não diminui o ritmo ou o brilho do início ao fim – com exceção de uma faixa lenta". Apesar da introdução de uma nova instrumentação pela banda em seu som, particularmente um quarteto de cordas em "Yesterday", o crítico também escreveu sobre o álbum: "É (um) material típico dos Beatles e oferece poucas surpresas. Mas então, quem quer surpresas dos Beatles?" Embora típicos das críticas leves e rápidas sobre música pop da época, de acordo com o jornalista musical Michael Halpin, esses comentários irritaram Paul McCartney, que, como seus colegas de banda, acreditava que os artistas deveriam se desenvolver constantemente por meio de seu trabalho.
Nos Estados Unidos, onde a grande imprensa há muito se concentrava no fenômeno da Beatlemania e ridicularizava a música do grupo, bem como o rock 'n' roll em geral, o verão de 1965 coincidiu com os primeiros exemplos de reconhecimento artístico dos Beatles pela corrente cultural do país. Entre esses endossos, Richard Freed, do New York Times, comparou as canções da banda a obras da tradição da música artística europeia. Somando-se ao que descreveu como o impacto dos Beatles na "música séria", Freed citou musicólogos e compositores como Leonard Bernstein e Abram Chasins como admiradores do trabalho do grupo. Junto com diversas indicações para "Yesterday", Help! foi indicado na categoria Álbum do Ano no Grammy Awards de 1966(em inglês). A indicação marcou a primeira vez que uma banda de rock foi reconhecida nesta categoria.

### Avaliações retrospectivas
| Críticas profissionais        | Críticas profissionais |
| Avaliações da crítica         | Avaliações da crítica  |
| Fonte                         | Avaliação              |
| ----------------------------- | ---------------------- |
| AllMusic                      | [ 85 ]                 |
| The A.V. Club                 | A                      |
| Chicago Sun-Times             | [ 87 ]                 |
| Consequence of Sound          | B                      |
| The Daily Telegraph           | [ 89 ]                 |
| Encyclopedia of Popular Music | [ 90 ]                 |
| MusicHound                    | 3.5/5                  |
| Paste                         | 100/100                |
| Pitchfork                     | 9.2/10                 |
| The Rolling Stone Album Guide | [ 94 ]                 |

Em sua análise dos lançamentos de CD dos Beatles em 1987, para a revista Rolling Stone, Steve Pond comentou sobre o "momento imparável" evidente nos álbuns pré-Rubber Soul da banda e recomendou Help! “pela forma relativamente tranquila e discreta como consolidaram os seus pontos fortes”. Escrevendo na edição de 2004 do Rolling Stone Album Guide, Rob Sheffield diz que a versão norte-americana de Help! foi "totalmente arruinada" pela substituição das canções dos Beatles pela trilha sonora e, como resultado, o álbum permaneceu relativamente esquecido. Ele descreve o álbum completo como "um grande passo em frente" e "o primeiro capítulo da surpreendente decolagem criativa que os Beatles estavam apenas começando".
Mark Kemp, da Paste, considera-o igual a A Hard Day's Night e cita "Help!", "Ticket to Ride" e "Act Naturally" como destaques, junto com o retorno de George como compositor. Kemp identifica "Yesterday" como "a obra-prima do álbum" e uma canção que "preparou o cenário para um dos períodos mais inovadores e criativos da carreira dos Beatles, sem mencionar a música pop em geral". Neil McCormick do Daily Telegraph diz que o álbum evoca "uma banda em transição, mudando um pouco desconfortavelmente das emoções pop da Beatlemania para algo mais maduro", com a escrita de John cada vez mais autobiográfica e o som do grupo cada vez mais sofisticado. McCormick conclui: "Help! pode não ser o melhor álbum deles, mas contém algumas de suas melhores canções iniciais."
Em 2000, Help! foi eleito 119º na terceira edição do livro All Time Top 1000 Albums de Colin Larkin. Em 2006, foi reconhecido como um dos "Álbuns de Rock Mais Significativos" na Greenwood Encyclopedia of Rock History. Em 2003, a Rolling Stone classificou Help! em número 332 em sua lista dos "500 Maiores Álbuns de Todos os Tempos", elevando a classificação para o número 331 na atualização de 2012 e depois para o número 266 na lista de 2020.

## Lista de faixas

### Versão inglesa
Todas as faixas escritas e compostas por Lennon–McCartney, exceto as indicadas. 
| Lado um        |                                     |                |         |  |
| N.º            | Título                              | Solista        | Duração |  |
| 1.             | "Help!"                             | Lennon         | 2:18    |  |
| 2.             | "The Night Before"                  | McCartney      | 2:34    |  |
| 3.             | "You've Got to Hide Your Love Away" | Lennon         | 2:09    |  |
| 4.             | "I Need You" (George Harrison)      | Harrison       | 2:28    |  |
| 5.             | "Another Girl"                      | McCartney      | 2:05    |  |
| 6.             | "You're Going to Lose That Girl"    | Lennon         | 2:18    |  |
| 7.             | "Ticket to Ride"                    | Lennon         | 3:09    |  |
| Duração total: | Duração total:                      | Duração total: | 17:01   |  |

| Lado dois      |                                    |                |         |  |
| N.º            | Título                             | Solista        | Duração |  |
| 1.             | "Act Naturally" (Morrison–Russell) | Starr          | 2:30    |  |
| 2.             | "It's Only Love"                   | Lennon         | 1:56    |  |
| 3.             | "You Like Me Too Much" (Harrison)  | Harrison       | 2:36    |  |
| 4.             | "Tell Me What You See"             | McCartney      | 2:37    |  |
| 5.             | "I've Just Seen a Face"            | McCartney      | 2:05    |  |
| 6.             | "Yesterday"                        | McCartney      | 2:05    |  |
| 7.             | "Dizzy Miss Lizzy" (Williams)      | Lennon         | 2:54    |  |
| Duração total: | Duração total:                     | Duração total: | 16:43   |  |

### Versão norte-americana
A versão norte-americana do álbum, o oitavo da banda pela Capitol Records e o décimo no geral, inclui as canções do filme além de seleções da trilha orquestral do filme composta e conduzida por Ken Thorne. Todas as faixas do segundo lado da versão inglesa foram espalhadas por três álbuns norte-americanos. Três já apareciam em Beatles VI, lançado anteriormente: "You Like Me Too Much", "Tell Me What You See" e "Dizzy Miss Lizzy". "I've Just Seen A Face" e "It's Only Love" foram adicionadas à versão da Capitol de Rubber Soul, com seu álbum seguinte, Yesterday and Today, recebendo as duas faixas restantes: "Yesterday" e "Act Naturally".
Todas as faixas escritas e compostas por Lennon–McCartney, exceto onde indicado. 
| Lado um | |              |         |  |
| N.º     | Título | Solista      | Duração |  |
| 1.      | "Help!" (Precedida por uma introdução instrumental não creditada baseada no Tema de James Bond(em inglês)) | Lennon       | 2:39    |  |
| 2.      | "The Night Before"                                                                                         | McCartney    | 2:36    |  |
| 3.      | "From Me to You Fantasy" (Lennon–McCartney; arranjada por Thorne)                                          | Instrumental | 2:08    |  |
| 4.      | "You've Got to Hide Your Love Away"                                                                        | Lennon       | 2:12    |  |
| 5.      | "I Need You" (Harrison)                                                                                    | Harrison     | 2:31    |  |
| 6.      | "In the Tyrol" (Ken Thorne)                                                                                | Instrumental | 2:26    |  |

| Lado dois      |                                                                                    |                |         |  |
| N.º            | Título                                                                             | Solista        | Duração |  |
| 1.             | "Another Girl"                                                                     | McCartney      | 2:08    |  |
| 2.             | "Another Hard Day's Night" (Lennon–McCartney; arranjada por Thorne)                | Instrumental   | 2:31    |  |
| 3.             | "Ticket to Ride"                                                                   | Lennon         | 3:07    |  |
| 4.             | "The Bitter End/You Can't Do That" (Thorne/Lennon–McCartney; arranjada por Thorne) | Instrumental   | 2:26    |  |
| 5.             | "You're Gonna Lose That Girl"                                                      | Lennon         | 2:19    |  |
| 6.             | "The Chase" (Ken Thorne)                                                           | Instrumental   | 2:31    |  |
| Duração total: | Duração total:                                                                     | Duração total: | 29:34   |  |

## Lançamento brasileiro
Help! - Trilha Sonora do Filme "Socorro" é o quinto álbum de estúdio da discografia brasileira da banda britânica de rock The Beatles. Foi lançado pela Odeon Records em dezembro de 1965.
Em novembro do mesmo ano, um compacto duplo foi lançado, apresentando as faixas "Help!", "I'm Down", "Not a Second Time" e "Till There Was You" – sendo as duas últimas do disco With the Beatles, que não havia sido lançado no Brasil, tendo sido preferido o LP Beatlemania. Disponível inicialmente apenas no formato monofônico, o álbum receberia uma reedição em falso estéreo (em inglês, mock stereo) em 1974. Saiu completamente de catálogo em 1976.
A listagem da edição brasileira de Help! foi drasticamente alterada do LP inglês original, com destaque para o seu segundo lado, que traz algumas faixas lançadas em singles, como "I'm Down", "I Feel Fine" e "Thank You Girl", e duas canções do primeiro disco do grupo, Please Please Me, que não haviam sido incluídas em nenhum lançamento nacional da gravadora, e eram desconhecidas pelo público brasileiro até então.

### Lista de faixas
Todas as faixas escritas e compostas por Lennon–McCartney, exceto onde indicado. 
| Lado um | |           |         |  |
| N.º     | Título | Solista   | Duração |  |
| 1.      | "Help!" (Versão do lançamento norte-americano; Inclui a introdução instrumental inspirada no Tema de James Bond(em inglês)) | Lennon    | 2:39    |  |
| 2.      | "The Night Before" | McCartney | 2:33    |  |
| 3.      | "I Need You" (Harrison) | Harrison  | 2:28    |  |
| 4.      | "You've Got to Hide Your Love Away"                                                                                         | Lennon    | 2:08    |  |
| 5.      | "You're Gonna Lose That Girl"                                                                                               | Lennon    | 2:18    |  |
| 6.      | "Another Girl" | McCartney | 2:05    |  |

| Lado dois |                   |                    |         |  |
| N.º       | Título            | Solista(s)         | Duração |  |
| 1.        | "Ticket to Ride"  | Lennon             | 3:10    |  |
| 2.        | "I'm Down"        | McCartney          | 2:33    |  |
| 3.        | "I Feel Fine"     | Lennon             | 2:25    |  |
| 4.        | "Thank You Girl"  | Lennon e McCartney | 2:21    |  |
| 5.        | "Ask Me Why"      | Lennon             | 2:25    |  |
| 6.        | "P.S. I Love You" | McCartney          | 2:06    |  |

## Ficha técnica
De acordo com Mark Lewisohn e Alan W. Pollack.
The Beatles
- John Lennon – vocais principais, vocais de apoio e harmonias vocais; guitarras acústica e rítmica; piano elétrico, órgão em "Dizzy Miss Lizzy"; pandeireta em "Tell Me What You See"; caixa em "I Need You"
- Paul McCartney – vocais principais, vocais de apoio e harmonias vocais; baixo elétrico, guitarras acústica e solo; piano, piano elétrico
- George Harrison – vocais de apoio e harmonias vocais; guitarras acústica, solo e rítmica; vocais principais em "I Need You" e "You Like Me Too Much"; güiro(em inglês) em "Tell Me What You See"
- Ringo Starr – bateria e percussão variada; claves(em inglês) em "Tell Me What You See"; vocais principais em "Act Naturally"

Músicos adicionais
- George Martin – produtor, piano em "You Like Me Too Much"
- John Scott – flautas tenor e alto em "You've Got to Hide Your Love Away"
- Quarteto de cordas em "Yesterday", conduzido por George Martin com a contribuição de Paul McCartney

## Desempenho nas paradas musicais
| Parada (1965)                                | Melhor posição |
| -------------------------------------------- | -------------- |
| Austrália (Kent Music Report)                | 1              |
| Alemanha (Offizielle Deutsche Charts)        | 1              |
| Reino Unido (UK Albums Chart)                | 1              |
| Estados Unidos (Billboard Top LPs)           | 1              |
| Parada (1987)                                | Melhor posição |
| Países Baixos (Dutch Charts)                 | 62             |
| Reino Unido (UK Albums Chart)                | 61             |
| Estados Unidos (Billboard Top Compact Disks) | 4              |
| Parada (2009)                                | Melhor posição |
| Áustria (Ö3 Austria Top 40)                  | 62             |
| Bélgica (Ultratop Flandres)                  | 48             |
| Bélgica (Ultratop Valônia)                   | 62             |
| Países Baixos (Dutch Charts)                 | 64             |
| Finlândia (Suomen virallinen lista)          | 26             |
| Itália (FIMI)                                | 50             |
| Nova Zelândia (RMNZ)                         | 35             |
| Portugal (AFP)                               | 18             |
| Espanha (PROMUSICAE)                         | 53             |
| Suécia (Sverigetopplistan)                   | 30             |
| Suíça (Schweizer Hitparade)                  | 53             |
| Reino Unido (Albums Chart)                   | 29             |
| Parada (2010)                                | Melhor posição |
| Estados Unidos (Billboard 200)               | 160            |